# های ایستر
های ایستر (به انگلیسی: High Easter) یک روستا و محله مدنی در بریتانیا است که در آتلزفورد واقع شده‌است.‌های ایستر ۷۵۴ نفر جمعیت دارد.